# Pauline (romanzo)
Pauline è un romanzo di George Sand, pubblicato per la prima volta sulla Revue des Deux Mondes, tra il 1839 e il 1840, e poi in volume nel 1841 presso Magen et Cormon. 
L'autrice scrisse la prima parte del testo nella primavera del 1832, prima di abbandonarlo e perderne il manoscritto. Lo riprese nel 1839, completandolo in breve tempo.

## Trama

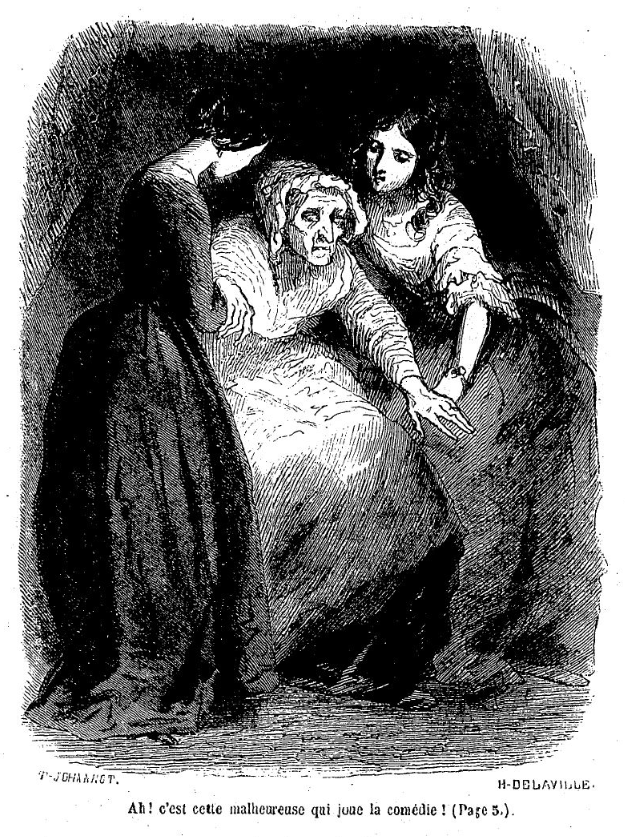
Pauline, Laurence e la madre cieca

La giovane attrice Laurence, una sera, capita casualmente nella cittadina di Saint-Front, dove ha trascorso quattro anni, prima di partire alla volta di Parigi per calcare le scene, tra la riprovazione degli ipocriti e bigotti paesani. A Saint-Front Laurence aveva stretto una fraterna amicizia con Pauline, fanciulla pia, rimasta nell'angusta località con la madre, nel frattempo divenuta cieca. 
Emozionata, chiede notizie dell'amica e la mattina dopo si reca a casa sua, timorosa di aver indotto anche in lei il biasimo per la sua scelta. Con molto conforto scopre che le loro affinità elettive hanno preservato Pauline dal giudicarla. Ora che è tornata, nella sua pur sobria eleganza, appare agli abitanti quasi come una divinità, ed essi, che fino a poco prima l'avevano occultata sotto il velo della damnatio memoriae, si affrettano a porgerle i loro omaggi, mentre Pauline avverte il peso della propria vita inespressa. Dopo due giorni, Laurence riparte. Un anno più tardi, venuta a sapere che la madre dell'amica è morta e sapendola in ristrettezze economiche, la chiama a vivere presso di sé a Parigi.
Quando vede la considerazione in cui è tenuta l'attrice, e la gente del bel mondo che frequenta la sua casa, Pauline sente acuirsi la gelosia. Tra gli avventori c'è anche un certo Montgenays, poeta dilettante, che da anni ambisce alla mano di Laurence, attratto dalla sua fama e dai suoi onori. Per ingelosirla, inizia così a sedurre l'ingenua Pauline che, sentendosi per la prima volta corteggiata da un uomo, si innamora subito. Costei non tarda a lasciar trasparire i propri sentimenti, inducendo Laurence, per proteggerla, a ridurre le occasioni d'incontro tra il poeta e l'amica. Lavallée, un anziano e onesto commediante, si unisce invano ai tentativi di Laurence.
Gli sforzi di Laurence vengono però interpretati sia da Montgenays che da Pauline in un altro senso, come prova cioè del suo amore per lui. Pauline, sdegnata per le premure dell'amica, che vuole indurla a rivelarle i suoi sentimenti, in modo da poterle manifestare le sue fraterne preoccupazioni, prova per Laurence un astio crescente, fino a compiacersi delle proprie virtù, autoglorificandosi anche per essere stata l'unica a non far trasparire il proprio sdegno, quando la futura attrice partiva da Saint-Front per iniziare una vita mondana.
Così, abbandona la casa di Laurence, lasciandole una lettera pesantemente accusatoria. A nulla valgono i tentativi di Laurence di ricucire i rapporti. Montgenays, respinto con rabbia da Laurence e Lavallée, ripiega a quel punto realmente su Pauline, per farne sfoggio in società. Il loro matrimonio, preceduto dalla nascita di un figlio, darà a Pauline, ripetutamente tradita e abbandonata dal marito, una vita infelice, e la sua inveterata convinzione d'essere stata ingannata da Laurence le impedirà di riconciliarsi con lei.

## L'opera
Al tempo della pubblicazione di tutte le sue opere presso Michel Lévy, nel 1852, George Sand scrisse una piccola nota informativa su Pauline, rivelandone la genesi: «Avevo cominciato questo romanzo nel 1832, a Parigi [...]. Il manoscritto andò perduto: credetti di averlo gettato nel fuoco per sbaglio e, siccome dopo tre giorni non ricordavo già più cosa volessi scrivere (non è disprezzo dell'arte né mancanza di rispetto verso i lettori, ma mio reale problema), non pensai a ricominciarlo». L'autrice racconta di averlo ritrovato una decina d'anni più tardi (ma ciò avvenne in realtà nel 1839), «aprendo un in-quarto in campagna», e di averlo completato senza difficoltà.
Il ritrovamento avvenne in un momento in cui François Buloz, direttore della Revue des Deux Mondes, reclamava a Sand dei testi per la rivista. Il completamento del romanzo fu molto veloce, tanto che già nel numero del 15 dicembre ne apparve la prima parte, mentre la seconda fu pubblicata il primo gennaio seguente. Ci è pervenuto un volume recante la data di Bruxelles e Lipsia 1840, in cui il romanzo appare da solo. La prima edizione francese in volume arrivò nel marzo 1841, presso Magen et Cormon, con un libro che comprendeva anche Les Mississippiens. Pauline è stato poi regolarmente riedito; il manoscritto è custodito nei fondi Lovenjoul della Bibliothèque de l'Institut.
Il romanzo presenta due parti ben distinte, che corrispondono verosimilmente anche alle due fasi della composizione. La prima tratteggia un quadro della vita provinciale, ponendosi come romanzo realista in miniatura, mentre la seconda metà appartiene piuttosto al genere sentimentale. Pauline ha qualcosa in comune con certa narrativa balzachiana. Il personaggio eponimo cresce in un contesto segnato dalle ristrettezze economiche e sacrifica alla madre la propria giovinezza, fino a donarsi ad un uomo che la disprezzerà. A differenza che in Balzac, però, come nota Martine Reid, la protagonista è condannata «a un'infelicità irrimediabile e a una gelosia senza fine, a cui non possono porre argine né il soccorso della religione né le gioie della benevolenza».
La genesi del personaggio di Laurence è contemporanea al racconto La Marquise (1832), in cui un'aristocratica si innamora di un attore. Quella dell'attore è per George Sand figura idealizzata in quel periodo, perché libera, proteiforme, privilegiata nel poter uscire dagli schemi prefissi dalla società. Laurence potrebbe inoltre dovere qualcosa all'attrice Marie Dorval, della quale Sand si invaghisce alla fine del 1832. Saint-Front, località immaginaria, ricorda alcune descrizioni che Sand, nell'Histoire de ma vie, riserverà alla chiusa e pettegola La Châtre.

## Edizioni
Il romanzo è stato quasi sempre pubblicato assieme ad altri testi. Tra le edizioni singole (quella di Magen et Cormon è in realtà accompagnata dal breve Les Mississippiens, ma è la prima edizione francese di Pauline) figurano:
- Pauline, Bruxelles et Leipzig, Meline, Cans et compagnie, 1840;
- Pauline. Les Mississippiens, Paris, Magen et Cormon, 1841;
- Pauline, Paris, Calmann Levy, 1881;
- Pauline, Lyon, Chardon bleu, 1997;
- Pauline (a cura di M. Reid), Paris, Folio Gallimard, 2007;
- Pauline, Clermont-Ferrand, Paleo, 2008.